# تورال آقالارزاده
تورال آقالارزاده (انگلیسی: Tural Aghalarzade؛ زاده ۶ ژوئیه ۱۹۹۳) کاراته‌کا اهل جمهوری آذربایجان است.